# Kraftwerk Iskenderun
Das Kraftwerk Iskenderun ist ein 2003 in Betrieb gegangenes Steinkohlenkraftwerk in İskenderun, Türkei.
Es gilt bislang sowohl als größte Investition der Steag GmbH als auch als die größte Auslandsinvestition in der Türkei. Installiert wurden zwei Kraftwerksblöcke von je 600 Megawatt Leistung.
Von den 1,5 Mrd. US-Dollar Investitionssumme finanzierte die Steag GmbH rund ein Viertel aus eigenen Mitteln. Weitere 75 % stellte ein Bankenkonsortium bereit, angeführt von der KfW, der Dresdner Bank und der WestLB. Für die Absicherung des investierten Kapitals und der Kredite der Banken wurden Staatsgarantien der Bundesrepublik Deutschland sowie Kreditversicherungen der Länder Deutschland, Österreich und Südafrika zur Verfügung gestellt.
Grundlage des Projektes ist ein Stromliefervertrag über 16 Jahre mit dem staatlichen türkischen Energieversorgungsunternehmen Türkiye Elektrik Ticaret ve Taahhüt (TETAŞ). Die Zahlungen sind durch eine türkische Staatsgarantie abgesichert. Ergänzend wurden Festpreisvereinbarungen mit den Lieferanten und Versicherungen abgeschlossen.
Mit Evonik Trading GmbH und Rheinbraun Brennstoff wurde ein Liefervertrag über jährlich drei Mio. t SKE Steinkohle für die gesamte Laufzeit des Stromvertrages abgeschlossen. Die Kohle wird auf dem Weltmarkt beschafft. Zwei- bis dreimal pro Monat werden Kohlelieferungen von 170.000 t und zukünftig max. 240.000 t großen Frachtern, die eine Länge von bis zu 320 m haben, über den Seeweg in die Bucht von Iskenderun verschifft. Dort wird die Kohle über eine spezielle, schwimmende Umschlagsanlage (Transshipper Isken) auf dem Wasserweg angelandet.